# Варазат
Варазат (азерб. Vərəzət) — село, центр муниципалитета в Шекинском районе Азербайджана.

## География
Расположено в южных предгорьях Большого Кавказа, на р. Зейзидчай, к востоку от города Шеки и в 76 км к северу от железнодорожного узла Евлах.

## Население
Село населено в основном азербайджанцами. Население — 1790 жителей.

## Стихийные бедствия
В августе 2009 года в результате ливневых дождей был разрушен мост между сёлами Варазат и Баш-Зейзит. Также село осталось без питьевой воды и электричества.